# Сейди, Шабан
Шабан Сейди (макед. Шабан Сејди, также Шабан Сейдиу; род. 6 мая 1959, Blace, Чучер-Сандево) — югославский борец вольного стиля, двукратный бронзовый призёр Олимпийских игр, двукратный серебряный призёр чемпионатов мира, двукратный чемпион Европы. Отец известной в Албании певицы Альтуны Сейди, выступающей под псевдонимом Tuna.

## Биография
Родился близ Скопье в семье этнических албанцев. Начал заниматься борьбой в клубе Liria и очень быстро стал прогрессировать, уже в 15-летнем возрасте попав в юношескую сборную страны.
В 1974 году стал серебряным призёром чемпионата Балкан в возрастной категории espoir, а на «взрослом» чемпионате был четвёртым. В 1975 году, в 16-летнем возрасте, стал победителем Средиземноморских игр в полулёгком весе среди мужчин. В 1976 году стал вторым на чемпионате Европы в возрастной категории espoir.
На Олимпийских играх 1976 года, в семнадцатилетнем возрасте, выступал в соревнованиях по вольной борьбе в лёгком весе. Проиграв первые две встречи, из турнира выбыл.
См. таблицу турнира.
В 1977 году стал серебряным призёром чемпионатов мира как среди юниоров, так и среди мужчин, и завоевал звание чемпиона Европы среди мужчин. В 1978 году на чемпионате мира был только пятым. В 1979 году победил на Средиземноморских играх, был вторым на Балканских играх и четвёртым на чемпионате Европы. В 1980 году был третьим на Гран-при Германии, а на чемпионате Европы остался лишь десятым.
На Олимпийских играх 1980 года выступал в соревнованиях по вольной борьбе в лёгком весе и завоевал бронзовую медаль Олимпийских игр.
См. таблицу турнира.
В 1981 году стал серебряным призёром чемпионата мира, после чего перешёл в полусредний вес. В 1983 году стал чемпионом Европы и занял пятое место на Средиземноморских играх. В 1984 году на чемпионате Европы был только седьмым.
На Олимпийских играх 1984 года выступал в соревнованиях по вольной борьбе в полусреднем весе и завоевал бронзовую медаль Олимпийских игр, несмотря на тяжёлую травму колена, полученную в четвёртом круге во встрече с Дейвом Шульцем 
См. таблицу турнира.
В 1985 году на чемпионате Европы был шестым, в 1986 году десятым, в 1987 году снова шестым, а на чемпионате мира 12-м и занял третье место на Средиземноморских играх. В 1988 году опять остался шестым на чемпионате Европы.
На Олимпийских играх 1988 года выступал в соревнованиях по вольной борьбе в полусреднем весе и проиграв в четвёртом и пятом кругах, из турнира выбыл.
См. таблицу турнира.
Закончил карьеру в 1991 году. Недолгое время тренировал юношескую сборную Югославии, но вскоре, с образованием независимой Македонии, стал тренировать сборную этой страны. Позднее Шабан Сейди занял должность заместителя министра по делам молодёжи и спорта в правительстве Македонии. В 2006 году стал председателем Федерации борьбы Македонии, является советником в Министерстве образования Македонии. Профессор физического воспитания..